# Volker Oswald Baumgart
Volker Oswald Baumgart (* 25. Januar 1944 in Bunzlau; † 15. April 2005 in Leipzig) war ein deutscher Holzbildhauer.

## Leben und Werk
Die Familie Baumgarts kam 1944 auf der Flucht vor der Roten Armee nach Leipzig. Baumgart absolvierte dort eine Lehre als Bau- und Möbeltischler und Modellbauer und arbeitete danach als Modellbauer. Von 1975 bis 1978 studierte in der Fachklasse Holzgestaltung der Fachschule für angewandte Kunst in Schneeberg. Danach lebte und arbeitete er als freischaffender Holzbildhauer in Leipzig-Abtnaundorf. Baumgart beteiligte sich an den originalgrafisch-literarischen Samisdat-Zeitschriften Anschlag und Zweite Person (Herausgeber Uwe Hübner).
Er nahm u. a. 1989 am Bildhauersymposium Steine an der Grenze in Merzig und 1989 am Internationalen Bildhauer-Symposion in Bad Orb teil Er hatte eine bedeutende Zahl von Ausstellungen, u. a. in Leipzig (1980, 1981, 1982, 1986, 1988, 1991, 1992, 1993), im Lindenau-Museum Altenburg/Thür. (1984), in Halberstadt (1987), Dresden (1988, 1994), Frankfurt/Oder (1989), Sao Paulo (1989), Hannover (1990, 1991), München (1990) und Aalen (1993).
Baumgart war bis 1990 Mitglied des Verbands Bildender Künstler der DDR und ab 1994 ordentliches Mitglied der Freien Akademie der Künste zu Leipzig.
Er war der Lebenspartner der Fotografin Gudrun Vogel (* 1946).
Plastiken und Zeichnungen Baumgarts befinden sich u. a. in der Kunstsammlung der Sparkasse Leipzig.

## Holzplastiken (Auswahl)
- Schwarzer Akt (Robinie geräuchert, Höhe: 72,5 cm, 1980; Kunsthalle der Sparkasse Leipzig)[6]
- Kleiner Siegfried (Eiche, Höhe: 170 cm, 1991; Kunsthalle der Sparkasse Leipzig)[7]
- Statuette III (Eiche, Höhe: 146 cm; 1993)[8]